# Charles-Antoine Chabanon de Maugris
Charles-Antoine Chabanon de Maugris est un auteur et musicien français né en 1736 à Limonade, Saint-Domingue et mort le 19 novembre 1780 à Paris.

## Biographie
Il est le fils de Michel Chabanon, français installé à Saint-Domingue, où il possède une sucrerie dans le quartier de Limonade, et Madeleine Bouchaud. Il est le frère de l'auteur et musicien, membre de l'Académie française, Michel Paul Guy de Chabanon et de Jean-Charles Chabanon-Dessalines, député de Saint-Domingue à l'Assemblée nationale.
Il rentre tôt en métropole et devient cadet à Rochefort, où il dirige une batterie lors de l'attaque de l'amiral Hawke contre la ville pendant la guerre de Sept Ans. Il se présente comme "ancien officier au régiment de Boulonnois" en 1775.
À la fois pour des raisons de santé et de goût personnel, il quitte le service, s'installe à Paris, et s'adonne aux études, notamment de mathématiques - il fréquente alors D'Alembert et Diderot. De 1758 à 1762, il soumet plusieurs mémoires à l'Académie des sciences,, et soutient la carrière théâtrale de son frère.
Il passe alors plusieurs années à Saint-Domingue, où il épouse en 1770 Jeanne-Louise-Aimée Behotte, ce qui fait de lui le beau-frère (par leurs épouses respectives) de Pierre-Victor Malouet.
Chabanon de Maugris rentre définitivement en France en 1772, et, dans la lignée de son frère, s'adonne à la littérature et à la musique. Il publie en 1773 une traduction des Odes d'Horace. Il soumet un discours sur la poésie à l'Académie française, et le publie en 1774.
Il est enfin librettiste pour François-Joseph Gossec, en écrivant les paroles de deux pastorales : Philémon et Baucis (RH 411) et Alexis et Daphné (RH 410). Il a peut-être aussi écrit Sabinus (RH 353), également attribué à son frère. Il a enfin également composé de la musique, notamment des pièces pour clavecin
Il réside fréquemment à Verberie (auj. dans l'Oise), où la famille Chabanon possède une propriété, et meurt à 44 ans, en 1780. Il a au moins deux enfants : 
- Bernardin Dominique Chabanon (1775-1826) est commissaire de la Marine à Anvers puis à Lorient, puis secrétaire général du Ministère de la Marine; il est fait chevalier de la Légion d'honneur en 1814, puis officier en 1821[10]
- Christine Chabanon épouse son cousin germain le 2e baron Malouet (1780-1842)[4].